# 117714 Kiskartal
117714 Kiskartal este un asteroid din centura principală de asteroizi.

## Descriere
117714 Kiskartal este un asteroid din centura principală de asteroizi. A fost descoperit pe 2 aprilie 2005 la Piszkesteto de Krisztián Sárneczky. Asteroidul prezintă o orbită caracterizată de o semiaxă mare de 3,07 ua, o excentricitate de 0,06 și o înclinație de 9,6° în raport cu ecliptica.